# دیکیا دادانتی
پوسیدگی باکتریایی ساقه (نام علمی: Dickeya dadantii) نام یک گونه از تیره انتروباکتریاسیا است.